# Познай себе си (поредица)
 Тази статия е за поредицата на Кибеа.  За израза вижте Познай себе си.  
„Познай себе си“ е книжна поредица на издателство „Кибеа“.
Серията започва да се издава през 1993 г. В поредицата се издава главно популярна психологическа литература, така наречената „литература за самопомощ“, на автори като Уейн Дайър, Дейл Карнеги, Луиз Хей, Хосе Силва и други, литература с духовна насоченост на автори като Далай Лама, Чогям Трунгпоче, Дон Мигел Руис, Екхарт Толе, и други, психологическа литература на автори като Ерих Фром, Даниел Голман, Тара Бенет-Голман, Мартин Селигман, Елизабет Кюблер-Рос, Джеймс Холис, Ейбрахам Маслоу, Тони Бъзан, и други.
В серията се издават и български автори като Владимир Бостанджиев, Тихомир Иванов, Владимир Свинтила, Петър Дънов, и други. Като част от серията е издадена и книга на английски език с произведение на Петър Дънов.

## Книги от серията
Книгите са показани от най-старата към най-новата:
- Морган Скот Пек. Изкуството да бъдеш Бог. 1993 (1 юли)
- Йозеф Киршнер. Изкуството да бъдеш егоист. 1994 (8 юли)
- Морган Скот Пек. Изкуството да бъдеш Бог 2. 1995 (1 януари)
- Йозеф Киршнер. Манипулирайте, но правилно. 1995 (13 юли)
- Томас Макнайт и Робърт Филипс. Любовна тактика. 1996 (2 юни)
- Естер Вилар. Бракът е неморален. 1996 (23 юни)
- Йозеф Киршнер. Помогни си сам, за да ти помогне и друг. 1996 (8 юли)
- Ерих Фром. Да имаш или да бъдеш. 1996 (9 юли)
- Уилям Кейн. Изкуството да се целуваме. 1997 (1 януари)
- Марк Аврелий. Към себе си. 1997 (1 януари)
- Луиз Хей. Силата е в теб. 1997 (29 април)
- Фернанду Песоа. Книга на безпокойството. 1997 (3 юни)
- Анри-Фредерик Амиел. Интимен дневник. Мечтание за Филина. 1997 (3 юни)
- Свами Вивекананда. Изкуството на медитацията. 1997 (9 юни)
- Даниел Кийс. Цветя за Алджърнън. 1997 (4 юни)
- Уейн Дайър. Бъди господар на живота си. 1997 (18 юни)
- Наполеон Хил. Мисли и забогатявай. 1997 (23 юни)
- Марк Фишър. Щастливият милионер. 1997 (23 юни)
- Морган Скот Пек. Изкуството да живеем заедно. 1997 (25 юни)
- Шакти Гауйен. Творческа визуализация. 1997 (25 юни)
- Джералд Джамполски. Любовта е освобождаване от страха. 1998 (1 януари)
- Йозеф Киршнер. Изкуството да бъдеш беден, но щастлив. 1998 (1 януари)
- Йозеф Киршнер. Изкуството да се живее без страх. 1998 (1 януари)
- Морган Скот Пек. Изкуството да бъдеш Бог 3. 1998 (1 януари)
- Елън Файн и Шери Шнайдер. Правилата. 1998 (1 януари)
- Ричард Карлсън. Не правете от мухата слон. 1998 (1 януари)
- Ричард Карлсън. Не се тревожи, прави пари. 1998 (1 януари)
- Луиз Хей. Медитации за изцеление на живота. 1998 (29 април)
- Марина Пенчева. Неудобна любов. 1998 (4 юни)
- Джоузеф Мърфи. Силата на твоето подсъзнание. 1998 (29 юни)
- Уейн Дайър. Истинска магия. 1998 (22 юни)
- Ричард Карлсън. Не правете от мухата слон… в семейството. 1998 (6 юли)
- Артур Шопенхауер. Афоризми за житейската мъдрост. 1998 (9 юли)
- Питър Макуилямс. 101 урока за живота. 1998 (9 юли)
- Хелън Палмър. Енеаграма. 1998 (10 юли)
- Робърт Антъни. Как да направим невъзможното възможно. 1999 (1 януари)
- Луиз Хей. Мисли от сърцето. 1999 (1 януари)
- Максуел Малц. Психокибернетика. 1999 (12 януари)
- Сюзън Джефърс. Освободи се от страха. 1999 (29 април)
- Джон Бриджис. Как да бъдеш джентълмен. 1999 (4 май)
- Чери Картър-Скот. Ако животът е игра, това са правилата. 1999 (30 май)
- Елън Файн и Шери Шнайдер. Правилата 2. 1999 (2 юни)
- Андре Конт-Спонвил. Малък трактат за големите добродетели. 1999 (2 юни)
- Сузана Кубелка. Животът започва след 40. 1999 (16 юни)
- Гейл Шийхи. Преходи. 1999 (16 юни)
- Далай Лама. Изкуството на щастливия живот. 1999 (22 юни)
- Робърт Шулър. Трудните времена отминават, коравите хора остават. 1999 (25 юни)
- Едуард де Боно. Практическото мислене. 1999 (29 юни)
- Джак Канфийлд и Марк Виктор Хансен. Пилешка супа за душата. Втора порция. 1999 (1 юли)
- Джак Канфийлд и Марк Виктор Хансен. Пилешка супа за душата. Трета порция. 1999 (1 юли)
- Дейл Карнеги. Как бързо и лесно да се научим да говорим пред публика. 1999 (3 юли)
- Йозеф Киршнер. 100 стъпки към щастието. 1999 (7 юли)
- Марк Фишър и Марк Алън. Мисли като милионер. 1999 (9 юли)
- Бен Суитланд. Как да забогатеем докато спим. 1999 (10 юли)
- Рама д-р Фредерик Ленц. Със сноуборд към нирвана. 1999 (13 юли)
- Рама д-р Фредерик Ленц. Със сърф по Хималаите. 1999 (13 юли)
- Ерих Фром. Изкуството да бъдеш. 1999 (15 юли)
- Йозеф Киршнер. Как да побеждаваме, без да се борим. 2000 (1 януари)
- Дейвид Шуорц. Магията на мащабното мислене. 2000 (1 януари)
- Дейвид Либерман. Мигновен самоанализ. 2000 (3 януари)
- Каролайн Мис. Анатомия на духа. 2000 (16 февруари)
- Сара Бан Бреднах. Път към себе си. 2000 (15 май)
- Ерих Фром. Изкуството да обичаш. 2000 (19 май)
- Мич Албом. Вторници с Мори. 2000 (3 юни)
- Ричард Нелсън Боулс. Какъв цвят е твоят парашут. 2000 (5 юни)
- Лорънс Лешан. Как да медитираме. 2000 (9 юни)
- Пол Уилсън. Техника на спокойствието. 2000 (9 юни)
- Уейн Дайър. Мъдростта на вековете. 2000 (18 юни)
- Джеймс Хилман. Кодът на душата. 2000 (25 юни)
- Тони Бъзан. Използвай интелекта си. 2000 (26 юни)
- Даниел Голман. Емоционална интелигентност. Кен Кийс. Пътеводител към висшето съзнание. 2000 (29 юни)
- Дейл Карнеги. Как да придобием самоувереност и да влияем на другите чрез изкуството да говорим пред публика. 2000 (3 юли)
- Йозеф Киршнер. Библия на егоиста. 2000 (8 юли)
- Ерих Фром. Душата на човека. 2000 (9 юли)
- Филип Макгро. Житейски стратегии. 2000 (10 юли)
- Кен Кийс. Пътеводител към висшето съзнание. 2001 (21 май)
- Флорънс Сковил Шин. Играта на живота. 2001 (30 май)
- Бети Шайн. Собствено съзнание. 2001 (2 юни)
- Дипак Чопра. Как да познаем Бога. 2001 (9 юни)
- Халил Джубран. Градината на пророка. 2001 (22 юни)
- Мартин Селигман. Как да бъдем оптимисти. 2001 (25 юни)
- Едуард де Боно. Научете детето си как да мисли. 2001 (29 юни)
- Норман Винсънт Пийл. Можеш, ако мислиш, че можеш. 2001 (29 юни)
- Артър Фриман и Роуз Деулф. Десетте най-глупави грешки. 2001 (3 юли)
- Ейбрахам Маслоу. Мотивация и личност. 2001 (6 юли)
- Хосе Силва и Филип Мийл. Методът Силва за контрол на ума. 2001 (6 юли)
- Хосе Силва и Бърт Гондман. Методът Силва за контрол на ума. Ментална динамика. 2001 (6 юли)
- Ог Мандино. Най-великият търговец на света. 2001 (7 юли)
- Дейвид Либерман. Никога вече излъган. 2001 (7 юли)
- Харолд Кушнер. Когато на добрите хора се случват лоши неща. 2001 (13 юли)
- Владимир Свинтила. От Маркс до Христа. 2002 (1 януари)
- Peter Deunov. The wellspring of good. 2002 (1 януари)
- Бенвенуто Челини. Моят живот. 2002 (2 юни)
- Кристиан Нортръп. Женски тела, женска мъдрост. 2002 (17 юни)
- Джон Брадшоу. Тайните на семейството. 2002 (29 юни)
- Ралф Уолдо Емерсън. Самоувереност. 2002 (7 юли)
- Дана Зохар и Иън Маршал. Духовна интелигентност. 2003 (25 юни)
- Хосе Силва и Робърт Стоун. Методът Силва за контрол на ума. Ти, Лечителят. 2003 (6 юли)
- Луиз-Мари Френет. Омраам Микаел Айванхов. Пътят на светлината. 2004 (12 април)
- Джулия Камерън. Пътят на твореца. 2004 (26 май)
- Ангел Ангелов. Тайната книга на новите богомили. 2004 (4 юни)
- Мелъди Бийти. Никога вече съзависим. 2004 (18 юни)
- Джиду Кришнамурти. Мислете за тези неща. 2004 (25 юни)
- Зиг Зиглър. Ще се срещнем на върха. 2005 (26 май)
- Бербел Мор. Поръчки до вселената. 2005 (29 май)
- Дон Мигел Руис. Умението да обичаш. 2005 (29 май)
- Алън Уотс. Пътят на дзен. 2005 (30 май)
- Даян Сиринсионе и Джералд Джамполски. Любовта е отговорът. 2005 (1 юни)
- Уейн Дайър. Има духовно решение за всеки проблем. 2005 (18 юни)
- Уейн Дайър. Силата на намерението. 2005 (18 юни)
- Джак Канфийлд и Марк Виктор Хансен. Пилешка супа за влюбени души. 2005 (1 юли)
- Джак Канфийлд и Марк Виктор Хансен. Пилешка супа за душата на тийнейджъра. 2005 (1 юли)
- Ричард Карлсън и Кристин Карлсън. Не правете от мухата слон… в любовта. 2005 (6 юли)
- Екхарт Толе. Гласът на покоя. 2005 (14 юли)
- Джеймс Алън. Мъдростта на Джеймс Алън. 2006 (25 февруари)
- Лудвиг Маркузе. Философия на щастието. 2006 (15 май)
- Лудвиг Маркузе. Философия на НЕ-щастието. 2006 (15 май)
- Айлийн Кади. Отвори вратите към сърцето си. 2006 (17 май)
- Дон Мигел Руис. Гласът на знанието. 2006 (29 май)
- Еверет Уъртингтън Младши. Силата на прошката. 2006 (22 юни)
- Луиз Хей и приятели. Благодарността – начин на живот. 2007 (29 април)
- Розин Брамли и Аник Ланое. Кой е в леглото до мен – 60 портрета на мъже. 2007 (7 май)
- Ален. Изкуството да бъдеш щастлив. 2007 (15 май)
- Даниел Готлиб. Писма до Сам. 2007 (29 май)
- Флорънс Сковъл Шин. Тайната врата към успеха. 2007 (29 май)
- Ричард Бах. Джонатан Ливингстън Чайка. 2007 (2 юни)
- Дипак Чопра. Сила, свобода и благодат. 2007 (9 юни)
- Джоузеф Маршал. Продължавай напред. 2007 (9 юни)
- Уейн Дайър. Живот в равновесие. 2007 (18 юни)
- Торвалд Детлефсен. Съдбата като шанс. 2007 (25 юни)
- Джоузеф Мърфи. Силата на твоето подсъзнание 2. 2007 (29 юни)
- Едуард де Боно. Щастието като цел. 2007 (1 юли)
- Джак Канфийлд и Марк Виктор Хансен. Пилешка супа за женската душа. 2007 (1 юли)
- Дейл Карнеги. Как да печелим приятели и да влияем на другите. 2007 (3 юли)
- Дейл Карнеги. Как да преодолеем безпокойството и да се радваме на живота. 2007 (3 юли)
- Хариет Рубин. Принцесата. 2007 (16 юли)
- Екхарт Толе. Силата на настоящето. 2008 (27 януари)
- Луиз Хей. Излекувай тялото си. 2008 (29 април)
- Луйз Хей. Излекувай живота си. 2008 (30 април)
- Майкъл Бърг. Тайната. 2008 (11 май)
- Даниел Готлиб. Знание от сърце. 2008 (12 май)
- Сър Джон Темпълтън. Късчета злато. 2008 (29 май)
- Дон Мигел Руис. Четирите споразумения. 2008 (29 май)
- Флорънс Сковъл Шин. Силата на изречената дума. 2008 (30 май)
- Луиз Хей. Живот! По пътя на изцелението. 2008 (8 юни)
- Уейн Дайър. 10 тайни на успеха и вътрешния мир. 2008 (18 юни)
- Уейн Дайър. Проявете съдбата си. 2008 (18 юни)
- Джак Канфийлд и Марк Виктор Хансен. Пилешка супа за душата. 2008 (1 юли)
- Лин Грабхорн. Извинете! Животът ви чака. 2008 (11 октомври)
- Алън Фенсин. Как да увеличим благосъстоянието и успеха си. 2008 (14 октомври)
- Торвалд Детлефсен и Рюдигер Далке. Болестта като път. 2008 (18 октомври)
- Уейн Дайър. Вдъхновението. Вашето висше призвание. 2008 (22 октомври)
- Джоузеф Маршал. Великолепната четворка. 2008 (14 ноември)
- Стефани Вермюлин. EQ Емоционална интелигентност. 2008 (14 ноември)
- Стивън Кофи. Седемте навика на високоефективните хора. 2008 (15 ноември)
- Розин Брамли и Аник Ланое. Кой е в леглото до мен – 60 портрета на жени. 2009 (14 февруари)
- Джеймс Туайман. Шифърът на Мойсей. 2009 (16 март)
- Владимир Бостанджиев. Психотерапията – на игра и наистина. 2009 (7 април)
- Алисън Хейнс. Обратите на живота. 2009 (14 април)
- Далай Лама. Окото на мъдростта. 2009 (16 април)
- Ричард Смоули и Джей Кини. Скритата мъдрост. 2009 (17 април)
- Луиз Хей. Излекувай живота си – филмът (DVD). 2009 (22 април)
- Екхарт Толе. Практикуване на силата на настоящето. 2009 (28 април)
- Дипак Чопра. Най-важното от „Как да познаем бога“. 2009 (3 май)
- Лен Четкин. 100 мисли, които водят към щастие. 2009 (2 юни)
- Зиг Зиглър. Стъпки към върха. 2009 (15 юни)
- Марко Сантело. Между земята и небето. 2009 (23 юни)
- Луиз Хей. Излекувай живота си. (+DVD). 2009 (3 август)
- Робърт Антъни. Тайните на пълната самоувереност. 2009 (15 август)
- Шакти Гауейн. Медитации. 2009 (16 август)
- Шакти Гауейн. Пътят към истинското благоденствие. 2009 (16 август)
- Пол Колман. 30 тайни на щастливо женените двойки. 2009 (13 август)
- Далай Лама и Хауърд Кътлър. Изкуството на щастливия живот на работното място. 2009 (17 август)
- Стивън Кови. Да живеем според седемте навика. 2009 (7 септември)
- Шакти Гауейн. Развиване на интуицията. 2009 (8 септември)
- Морган Скот Пек. Както на земята, така и на небето. 2009 (9 септември)
- Уейн Дайър. Вашата свещена същност. 2009 (10 септември)
- Мадисън Тейлър. ОМ за всеки ден. 2009 (11 септември)
- Екхарт Толе. Нова земя. 2009 (14 септември)
- Джанет Смит Уорфилд. Променете думите, променете света. 2009 (25 септември)
- Уейн Дайър. Промени мислите си, промени живота си. 2009 (25 септември)
- Далай Лама. Пътят на лидера. 2009 (2 октомври)
- Джиду Кришнамурти. Образованието и смисълът на живота. 2009 (3 октомври)
- Морган Скот Пек. Хора на лъжата. 2009 (8 октомври)
- Луиз Хей. Вълшебните мигове от живота. 2009 (16 октомври)
- Халил Джубран. Пророкът. 2009 (14 октомври)
- Мена Ван Праг. Мъже, пари и шоколад. 2009 (3 ноември)
- Гордън Ливингстън. Остаряваме бързо, помъдряваме късно. 2009 (10 ноември)
- Филип Лерман. Какво значи да си татко. 2009 (11 ноември)
- Ед Бернд младши и Хосе Силва-младши. Методът Силва. Ефективна сетивна проекция (ЕСП) за всеки ден. 2009 (26 ноември)
- Петър Дънов. Раждането на Новия свят. Учителят Петър Дънов. 2009 (2 декември)
- Дипак Чопра. Иисус. 2009 (4 декември)
- Ърни Зелински. Наръчник на мързеливеца за постигане на успех. 2009 (21 декември)
- Едуард де Боно. Шест мислещи шапки. 2010
- Гордън Ливингстън. И нека танцът не спира. 2010 (4 януари)
- Марк Върнън. Какво да кажем и какво да премълчим. 2010 (3 март)
- Трикси фон Бюлов. 101 съвета как да направим жената щастлива. 2010 (4 март)
- Джиду Кришнамурти. Първата и последна свобода. 2010 (29 март)
- Любомир Червенков. Въведение в западната астрология. 2010 (9 май)
- Иван Станчев. Пътят, който е в теб самия. 2010 (17 май)
- Франсиско Лопес-Сейване. Нещата, които научих от Изтока. 2010 (18 май)
- Дон Мигел Руис. Петото споразумение. 2010 (24 юни)
- Норман Винсънт Пийл. Силата на положителното мислене. 2010 (29 юли)
- Уейн Дайър. Промяната. (книгата с филма Промяната) 2010 (2 август)
- Ърни Зеленски. Колко е хубаво да не работиш. 2010 (18 август)
- Стивън Кови. Предвидими резултати в непредвидими времена. 2010 (31 август)
- Уейн Дайър. Промяната. 2010 (31 август)
- Дипак Чопра. Защо Бог се смее? 2010 (24 септември)
- Джаки Бергман. Страх или любов? Вие избирате! 2010 (28 септември)
- Мастър Чоа Кок Сюи. Сфинксът. 2010 (21 октомври)
- Наполеон Хил. Вълшебните семена на успеха. 2010 (25 октомври)
- Мич Албом. Още един ден. 2010 (25 ноември)
- Кент Нърбърн. Писма до моя син. 2010 (23 декември)
- Ан Джоунс. С отворено сърце. 2010 (23 декември)
- Луиз Хей. Вътрешна мъдрост. 2011 (8 февруари)
- Уейн Дайър. Обещанието. 2011 (10 февруари)
- Джон Кракауер. В разредения въздух. 2011 (10 февруари)
- Дейл Карнеги. Лидерът в теб. 2011 (22 февруари)
- Уейн Дайър. Небето е пределът. 2011 (10 март)
- Нийл Доналд Уолш. Когато всичко се променя, промени всичко. 2011 (22 март)
- Елизабет Пътик. Типология на личността: Седемте роли. 2011 (18 май)
- Уейн Дайър. Вашите слаби места. 2011 (25 май)
- Елисавета Логинова. Истината. Твоята истина. Истината за теб и мен. 2011 (29 юни)
- Ърни Зелински. 101 наистина важни неща, които знаем, но непрекъснато забравяме. 2011 (13 юли)
- Оскар Уайлд. Потретът на Дориан Грей. 2011 (1 август)
- Ан Джоунс. Изцеляването на отрицателните енергии. 2011 (7 октомври)
- Джералд Джамполски. Прошката. Най-великият лечител. 2011 (22 ноември)
- Джон Кракауер. Сред дивата пустош. 2011 (22 ноември)
- Мич Албом. Имай вяра. 2011 (23 ноември)
- Екхарт Толе. Единение с живота. 2011 (2 декември)
- Стивън Кови. Супер работа, супер кариера. 2011 (8 декември)
- Уилям Гладстоун. Дванадесетте. 2011 (8 декември)
- Антъни Робинс. Неограничена власт. 2011 (23 декември)
- Трикси фон Бюлов. Принципът на Трикси. (15 февруари)
- Пол Гилбърт. Състрадателното съзнание. 2012 (8 март)
- Уейн Дайър. Психологическо консултиране. 2012 (19 март)
- Шон Кови. 6-те най-важни решения в живота. 2012 (9 април)
- Хорхе Луис Делгадо. Пробуждане в Андите. 2012 (27 април)
- Наполеон Хил. Магическа стълба към успеха. 2012 (8 май)
- Наполеон Хил. Витамини на успеха за позитивен ум. 2012 (11 май)
- Дениъл Куин. Исмаил. 2012 (22 юни)
- Себастиан Бейли и Шон Октавиус. Фитнес за ума. 2012 (9 юли)
- Шон Кови. 7 навика на високоефективните тийнейджъри. (18 юли)
- Джиду Кришнамурти. Свобода от познатото. 2012 (11 октомври)
- Милка Кралева. Странник съм в този свят… Петър Дънов и Борис Георгиев. 2012 (18 октомври)
- Дон Мигел Руис. Молитви. 2012 (29 октомври)
- Дон Мигел Руис. Още за Четирите споразумения. 2012 (1 ноември)
- Оливер Клер. Дарбата да прощаваш. 2012 (2 ноември)
- Уейн Дайър. Сбогом, извинения! 2012 (12 ноември)
- Стивън Кови. 8-ият навик. 2012 (27 ноември)
- Гордън Ливингстън. Кого да обичаме. 2012 (30 ноември)
- Рюдигер Далке. Големият преход. 2012 (17 декември)
- Бербел Мор. Поръчки от сърцето. 2012 (17 декември)
- Тим Паркс. Един скептик на средна възраст. 2013 (4 януари)
- Владимир Свинтила. Платото. 2013 (21 януари)
- Ханс Висема. Сибирски уроци за живота, любовта и смъртта. 2013 (31 януари)
- Флорънс Сковъл Шин. Играта на живота; Твоята дума е твоята магическа пръчица; Тайната врата на успеха; Силата на изречената дума. 2013 (25 февруари)
- Джоузеф Мърфи. Тайните на И-дзин. 2013 (8 март)
- Дипак Чопра. Третият Исус. 2013 (18 март)
- Далай Лама. Пътят към просветлението. 2013 (1 април)
- Дийн Кунц. Голям малък живот. 2013 (16 април)
- Джоузеф Мърфи. Как да използваме силата на своето подсъзнание. 2013 (22 април)
- Джонатан Хайд. Хипотеза за щастието. 2013 (13 май)
- Стивън Кови. 7-те навика на високоефективните семейства. 2013 (29 май)
- Уейн Дайър. Мъдрост за успех всеки ден. 2013 (5 юни)
- Ан Джоунс. Излекувай се. 2013 (26 юни)
- Саул Фрамптън. Когато си играя с котката, откъде да знам дали тя не си играе с мен? 2013 (4 юли)
- Антъни Робинс. Гигантски крачки. 2013 (8 юли)
- Гялванг Друкпа. Просветление за всеки ден. 2013 (10 юли)
- Анита Мурджани. Умирайки, да бъда себе си. 2013 (24 октомври)
- Себастиан Бейли и Октавиус Блек. Фитнес за ума. Съвети, тактики и техники за по-добри взаимоотношения. 3013 (30 октомври)
- Ан Джоунс. Свързване с душата. 2013 (2 декември)
- Стивън Кови. Третата алтернатива. 2013 (16 декември)
- Мич Албом. Човекът, който измерваше времето. 2014 (9 януари)
- Тони Райт и Греъм Гин. Оставени в мрака. 2014 (11 февруари)
- Румен Чорбаджийски. Ти си това. 2014 (16 април)
- Гари Скот. Път към върха. 2014 (29 април)
- Елизабет Дженкинс. Завръщането на инката. 2014 (30 април)
- Лори Франкел. Довиждане засега. 2014 (20 юни)
- Стивън Кови. Принципите на Стивън Кови. 2014 (2 юли)
- Джеймс Холис. Да разбираме сянката си. 2014 (7 юли)
- Луиз Хей и Лин Лобър. Нарисувай бъдещето. 2014 (16 октомври)
- Уейн Дайър и Лин Лобър. Моят най-добър учител. 2014 (16 октомври)
- Лин Лобър и София Макс. Вълшебната ръка на съдбата. 2014 (16 октомври)
- Лин Лобър и Грег Брейдън. Преплитане. 2014 (16 октомври)
- Луис Тарталя. Притча за голямото крило. 2014 (5 ноември)
- Джо Диспенза. Разчупете навика да бъдете себе си. 2014 (19 ноември)
- Наполеон Хил. Изкуството на продажбата. 2014 (25 ноември)
- Дон Мигел Руис младши. Петте нива на привързаността. 2014 (19 декември)
- Джиду Кришнамурти. Беседи за търсенето на смисъл. 2015 (8 януари)
- Луиз Хей. Животът те обича – прегърни го! 2015 (13 януари)
- Уейн Дайър. Сбъднати желания. 2015 (19 януари)
- Джиду Кришнамурти. Книгата на живота. 2015 (20 февруари)
- Тик Нят Хан. Истинска любов. 2015 (23 март)
- Бари Фокс и Арнолд Фокс. Събуди се! Ти си жив. 2015 (14 април)
- Емануел Сведенборг. Небе и ад. 2015 (15 април)
- Беки Уолш. Вие знаете. 2015 (12 май)
- Анджело Родафинос. Идиотите са непобедими. 2015 (20 май)
- Ричард Карлсън и Бенджамин Шийлд (ред.). Книга за духа. 2015 (3 юли)
- Владимир Бостанджиев. Психотерапията – на игра и наистина (преработено издание). 2015 (13 юли)
- Луиз Хей и Дейвид Кеслър. Излекувай сърцето си. 2015 (15 юли)
- Барбара Фредриксън. Любов 2.0. 2015 (16 юли)
- Сюзън Шумски. Мигновено изцеление. 2015 (5 август)
- Стивън Коуп. Великото дело на живота ти. 2015 (14 август)
- Мира Кели. Пътуване в минали животи. (4 септември)
- Нино Раух. Живот без край. 2015 (14 септември)
- Анжела Пенчева. Моят живот. Да имаш ляв палец. 2015 (5 октомври)
- Наполеон Хил. Пътят към успеха. 2016 (25 февруари)
- Каръл Пиърсън. Героят в теб. 2016 (17 март)
- Владимир Бостанджиев. Телескоп за душата. 2015 (29 октомври)
- Луиз Хей и Албърта Хътчинсън. Утвърждения. Книга за оцветяване. 2015 (9 декември)
- Мич Албом. Първият телефонен разговор с небето. 2016 (18 март)
- Петър Дънов. Квантовият преход с Петър Дънов (подбор от Раждането на новия свят). 2016 (18 април)
- Марк Върнън. 42 дълбоки мисли за живота, вселената и всичко останало. 2016 (11 май)
- Наполеон Хил и У. Клемънт Стоун. Как да постигнем успех чрез позитивна психическа нагласа. 2016 (16 май)
- Ричард Бах. Джонатан Ливингстън Чайката (пълно издание). 2016 (27 май)
- Дейвид Ричо. 5-те неща, които можем да променим. 2016 (15 юли)
- Тик Нят Хан. Чудото на осъзнатия живот. 2016 (22 август)
- Тик Нят Хан. Без кал няма лотоси. 2016 (22 август)
- Лауро Тревизан. Безграничната сила на ума. 2016 (17 октомври)
- Тик Нят Хан. Щастие. 2017 (23 януари)
- Дейвид Роум. Твоето тяло знае отговора. 2017 (24 януари)
- Майла и Джон Кабат-Зин. Децата: благословия за всеки ден. 2017 (24 януари)
- Дон Мигел Руис и Барбара Емрис. Толтекското изкуство на живота и смъртта. 2017 (24 март)
- Бастиан Бан. Господарят на елементите. 2017 (12 май)
- Джеймс Туайман. Посланията на новите деца. 2017 (3 юли)
- Марго Берген. Житейска навигация. 2017 (20 юли)
- Уейн Дайър и Дий Гарнс. Спомени от рая. Изд. Киеба, 2017 (20 юли)
- Джо Диспенза. Човекът е своето плацебо. 2017 (1 август)
- Джеймс Туайман. Пратеник на любовта. 2017 (15 септември)
- Рюдигер Далке и Кристоф Хорник. 4-те страни на медала. 2017 (14 ноември)
- Тихомир Иванов. Камино: Пътят на завръщането. 2017 (28 ноември)
- Уейн Дайър. Сега ми е ясно. 2018 (8 януари)
- Шарифа Опенхаймер. Рай на земята. 2018 (29 януари)
- Кут Блаксън. Ти си единственият. 2018 (2 февруари)
- Каръл Пиърсън. Завръщането на Персефона. 2018 (5 февруари)
- Джоузеф Мърфи. Вашият безкраен потенциал да забогатявате. 2018 (26 март)
- Бари Фокс и Арнолд Фокс. Да правим чудеса. 2018 (26 март)
- Тара Бенет-Голман. Емоционална алхимия. 2018 (31 май)
- Елизабет Кюблер-Рос. Животът след смъртта. 2018 (22 юни)
- Чогям Трунгпа. Усмихни се на страха. 2018 (9 юли)
- Елизабет Кюблер-Рос. За смъртта и умирането. 2018 (3 септември)
- Кристи Уилсън Бийм. Чудеса от небето. 2018, (29 ноември)
- Джоузеф Мърфи. Космическата сила на ума. 2019 (29 януари)
- Цултрим Алионе. Да наситим своите демони. 2019 (29 януари)
- Ананд Дилвар. Робът. 2019 (9 април)
- Дон Мигел Руис и Барбара Емрис. Трите въпроса. 2019 (26 юли)
- Джоузеф Мърфи. Мисълта – магия за богатство. 2019 (29 август)
- Джоузеф Мърфи. Как да привличаме парите. 2019 (29 август)
- Джо Диспенза. Свръхестественият човек. 2019 (28 октомври)
- Антъни Робинс. Събудете великана в себе си. 2019 (28 октомври)
- Скот Карни. Това, което не ни убива. 2019 (28 октомври)
- Алберто Симононе. Щастие на нощното шкафче. 2019 (29 ноември)
- Луиз Хей. Довери се на живота. 2020 (14 януари)
- Хосе Силва-младши и Катрин Сандъски. Силва Ултрамайнд. Система за интуитивно ръководство на бизнеса. 2020 (6 март)
- Джон Кабат-Зин. Медитацията не е това, което мислите. Книга 1. 2020 (1 септември)
- Джон Кабат-Зин. Пробуждане без усилие. Книга 2. 2020 (1 септември)
- Джон Кабат-Зин. Целебната сила на осъзнатостта. Книга 3. 2020 (1 септември)
- Джон Кабат-Зин. Осъзнатост за всички. Книга 4. 2020 (1 септември)
- Хелън Келър. Как да помогна на света. 2020 (30 септември)
- Бернадете фон Драйен. Кристина. Близначки, родени като светлина. 2020 (5 октомври)
- Дейл Карнеги и Брент Коул. Как да печелим приятели и да влияем на другите в дигиталната ера. 2020 (16 октомври)
- Даниел Фломенбом. Жената – желана и желаеща. 2020 (28 октомври
- Даниел Фломенбом. Разказвачки на истории. 2020 (28 октомври))
- Далай Лама. Сърцето на медитацията. 2020 (3 ноември)
- Маркус Торгебю и Фрида Торгебю. Под открито небе. 2020 (9 ноември)
- Айди-Беру Поае и Лора Бертран. Жените и техният пол. 2021 (25 януари)
- Алберто Симоне. Всеки ден е чудо. 2021 (3 февруари)
- Кристоф Вихерт. Радостта от преподаването. 2021 (16 април)
- Ерлинг Каге. Тишината в ерата на шума. 2021 (27 май)
- Флорънс Сковъл Шин. Магическият път на интуицията. Силата на изречената дума. 2021 (14 юни)
- Фернанду Песоа. Книга на безпокойството. 2021 (24 юни)
- Томас Хоензе. Осъзнатият път на Буда за изход от кризата. 2021 (1 юли)
- Рич Карлгард. Хората, които успяват късно. 2021 (26 юли)
- Дон Мигел Руис Барбара Емрис. Актьорът. 2021 (3 септември)
- Габор Мате. Разпилян ум. 2021 (10 септември)
- Марк Рекло Мануел Вила. Навици, съчетаващи Дзен и осъзнаването на момента 2021 (10 октомври)
- Джеймс Холис. Живот в зоната на преход. 2021 (10 ноември)
- Даниъл Дж. Сийгъл. Осъзнат. Колелото на съзнаването. 2021 (11 ноември)
- д-р Джоуди Скиликорн. Лечение на депресията без медикаменти. 2021 (15 декември)
- Алберто Симоне. Изкуството да обичаш себе си. 2021 (21 декември)
- Кати Гайсуайт. 50 неща, за които не съм виновна. 2022 (25 януари)
- д-р Габор Мате. Когато тялото казва НЕ. 2022 (15 април)
- Илона Цунайте. Неограничена свобода. 2022 (28 април)
- д-р Карол Дуек. Mindset. Нагласата на ума и новата психология на успеха при деца и възрастни. 2022 (5 май)
- Хакан Менгюч. Аз съм Ней. 2022 (13 май)
- Вибхор Кумар Сингх. Милиардерът и монахът. 2022 (9 септември)
- Меги Беловска. Позитивна психология. 2022 (12 септември)
- Габор Мате и Даниел Мате. Митът за нормалното. 2022 (25 ноември)
- Малика Чопра. Просто бъди, какъвто си. 2022 (10 декември)
- Малика Чопра. Просто чувствай. 2022 (10 декември)
- Малика Чопра. Просто дишай. 2022 (10 декември)